# Rictor
Rictor, il cui vero nome è Julio Esteban Richter , un personaggio dei fumetti, creato da Louise Simonson (testi) e Walter Simonson (disegni), pubblicato dalla Marvel Comics. La sua prima apparizione avviene in X-Factor (prima serie) n. 17 (giugno 1987).
È un mutante che ha fatto parte del primo gruppo dei Nuovi Mutanti e poi di quelli di X-Factor e X-Force.

## Poteri e abilità
Il principale potere mutante di Rictor (prima che rimanesse depotenziato) era quello di far vibrare la materia, in particolare quella di un qualsiasi oggetto che si trovasse nelle sue vicinanze, spesso fino al punto da farlo esplodere (il suo potere influenza sia la materia inorganica, che quella organica, ad esempio in X-Force #25 fece esplodere un cactus). Su scala molto più vasta Rictor era in grado di far vibrare persino la crosta terrestre, così da provocare dei piccoli terremoti, però aveva una certa riluttanza ad usare il suo potere in questa maniera nelle zone sismiche instabili, nel timore di provocare disastri incontrollabili. La mutante Scarlet Witch responsabile dell'annullamento dei suoi poteri, in tempi recenti ha ripristinato i medesimi a Rictor.

## Altri media

### Cinema
Nel franchise degli X-Men, Rictor compare per la prima volta in Logan: The Wolverine ed è un giovane mutante della Transigen fuggito assieme ad altri ragazzi dalla struttura messicana della compagnia.

### Televisione
Rictor compare in un episodio di Insuperabili X-Men.